# VDL Bus Modules
VDL Bus Modules (voormalig (VDL) Berkhof Valkenswaard) is een Nederlandse fabrikant van autobussen en touringcars in Valkenswaard en is een dochteronderneming van VDL Bus & Coach, dat weer onderdeel is van de VDL Groep.
Deze locatie is van oorsprong gespecialiseerd in de productie van touringcars, maar na een megaorder in 2004 werd de fabriek in de periode 2004/2005 ook geschikt gemaakt voor de productie van stads- en streekbussen.
Behalve deze locatie staat er nog een autobusfabriek van VDL in Valkenswaard, het voormalige BOVA en VDL Bova. Die naam is per oktober 2011 gewijzigd in VDL Bus Valkenswaard.

## Geschiedenis
Het bedrijf werd in 1970 opgericht als Berkhof door Arthur Gerardus Berkhof en zijn zoon Henk (Hendrik Lambertus Aart) in Valkenswaard. Oorspronkelijk werden alleen reparaties aan autobussen uitgevoerd; later ging het bedrijf ook touringcars bouwen, voornamelijk op DAF-chassis en in mindere mate ook op Volvo en MAN-chassis. De laatste jaren bouwt het bedrijf ook veel integraalbussen.
Hainje uit Heerenveen werd in 1989 overgenomen door Berkhof, het huidige VDL Bus Heerenveen. De naam van Hainje werd toen veranderd in VDL Berkhof Heerenveen en de naam Berkhof in Valkenswaard werd VDL Berkhof Valkenswaard. Dit bedrijf bouwt vooral stads- en streekbussen. In datzelfde jaar nam Berkhof ook Postma over, een metaalbewerkingsbedrijf dat een belangrijke toeleverancier was van Hainje. 
In 1991 wordt het Belgische Denolf en Depla, gevestigd in Roeselare overgenomen. Het kleine bedrijf bouwt minibusjes en verbouwt bestelwagens voor personen- en gehandicaptenvervoer. 
In 1992 wordt dan ook nog Kusters in Venlo ingelijfd. Kusters is vergelijkbaar met Denolf en Depla, maar dan iets groter. 
In 1993 krijgt Denolf en Depla een nieuwe vestiging, het bedrijf was ondertussen opgeheven en de productlijn werd voortgezet in de Jonckheere-fabriek.
In 1994 werd de kwakkelende Belgische busbouwer Jonckheere Bus & Coach (nu VDL Bus Roeselare) overgenomen. In 1997 veranderde de naam van Berkhof Groep naar Berkhof Jonckheere Groep, en werd één nieuw logo voor alle merken geïntroduceerd. 
In 1998 werd de Berkhof Jonckheere Groep overgenomen door Van der Leegte (VDL), van oorsprong een constructiebedrijf met hoofdkwartier in Eindhoven. De VDL Groep had reeds DAF Bus overgenomen en had duidelijk ambities in deze branche. Van busbouwer Smit Joure, ook in 1998 overgenomen door de VDL Groep, werd een deel van de productie in 1999 overgeheveld naar Berkhof Valkenswaard (en een ander deel naar Berkhof Heerenveen).  
In 1999 nam de Berkhof Jonckheere Groep een belang van 52% in APTS, een werkmaatschappij te Helmond opgericht voor de ontwikkeling, productie en verkoop van hoogwaardige openbare vervoerssystemen. APTS maakt de futurische Phileas.
In 2000 was de feitelijke opheffing van de Berkhof Jonckheere Groep. Alle werkmaatschappijen rapporteren direct aan de VDL Groep. Daarna maakte VDL een doorstart met de nieuwe motto Kracht door samenwerking.
In 2003 voerde de VDL Groep naamsveranderingen door, waardoor het busbouwbedrijf werd ingelijfd en van dan af aangeduid werd als VDL Berkhof Valkenswaard, die deel uitmakende van de VDL Bus Groep. Andere bedrijven in die groep zijn VDL Berkhof Heerenveen, VDL Bova, VDL Bus Chassis, VDL Jonckheere, VDL Kusters en APTS.
Na een aantal moeilijke jaren gaat het weer een stuk beter. VDL ontwikkelde (deels in Heerenveen) een aantal succesvolle busmodellen, zoals de Axial, Ambassador, en Diplomat. In 2007 werd de VDL Citea ontwikkeld ter vervanging van de Jonckheer en de Diplomat. Gezamenlijk bouwen de Berkhof-bedrijven rond de 600 bussen per jaar.
Op 25 september 2010 ging de naam VDL Bus Groep over op de naam VDL Bus & Coach. Het nieuwe VDL logo werd ontworpen door Van der Veer Designers uit Geldermalsen.
Op 29 augustus 2011 werd bekend dat de VDL Futura uitgeroepen tot International Coach of the Year 2012 In september 2011 heeft VDL Berkhof Valkenswaard haar naam gewijzigd in VDL Bus Modules. VDL Bova kreeg vreemd genoeg de naam VDL Bus Valkenswaard.

## Producten

Bussen die (mede) bij VDL Bus Valkenswaard zijn/worden geproduceerd
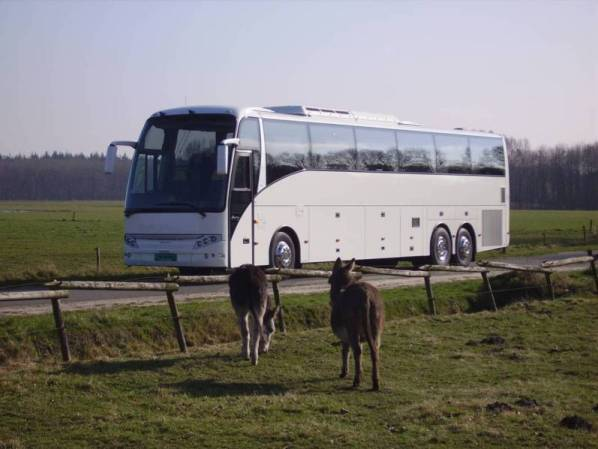
Axial
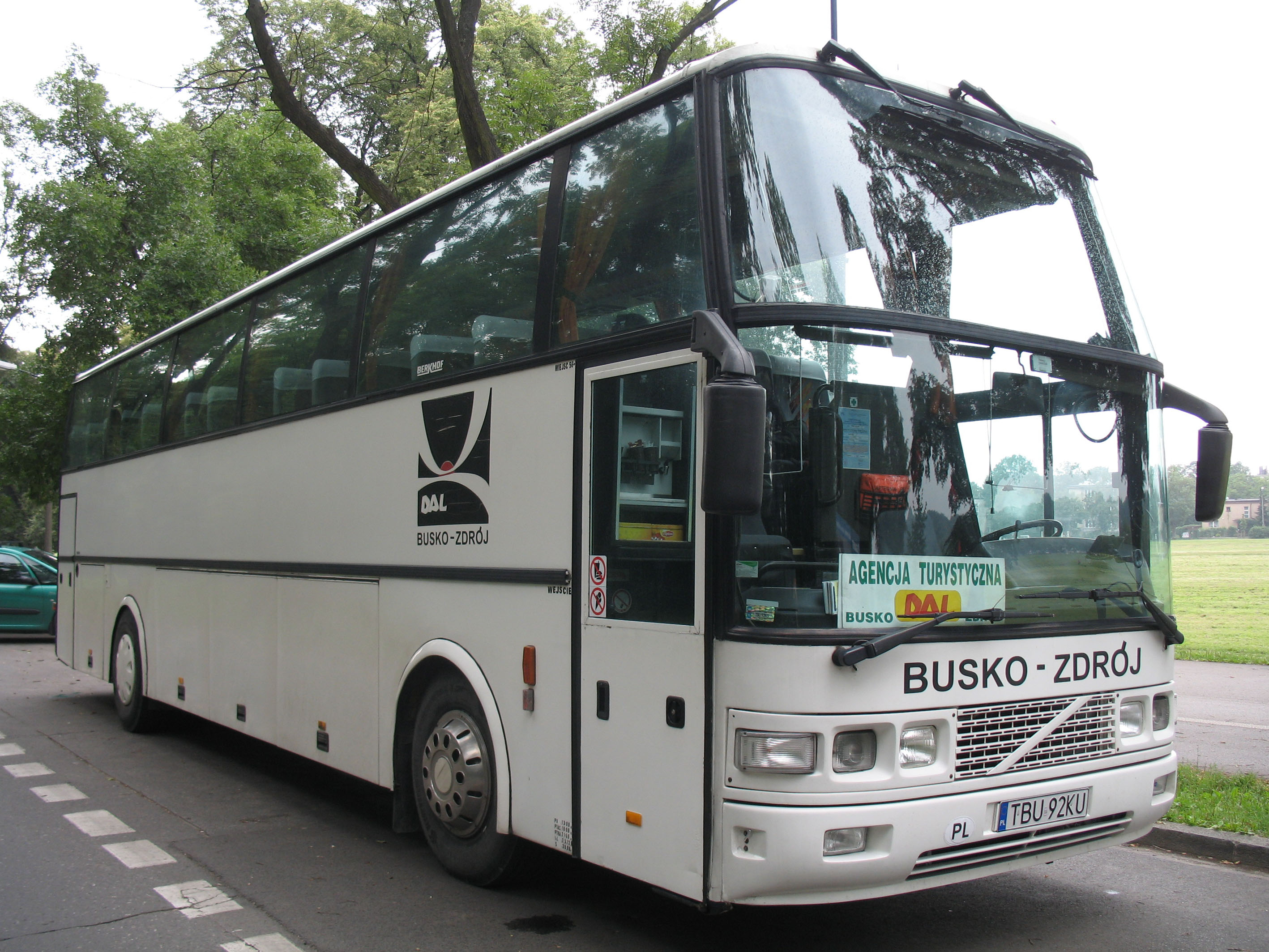
Excellence
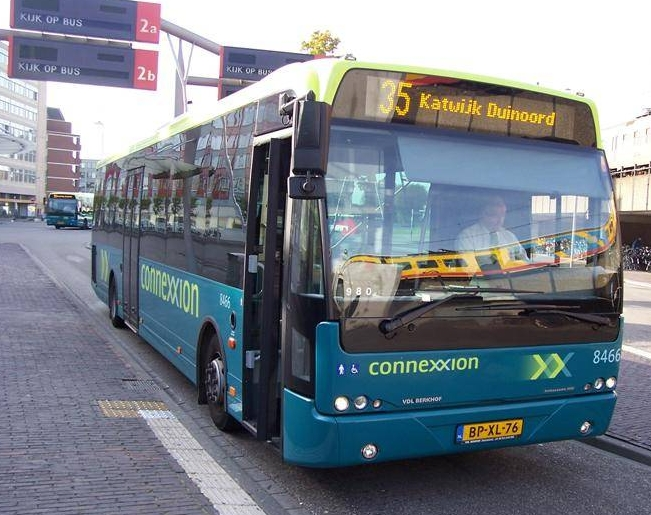
Ambassador 200
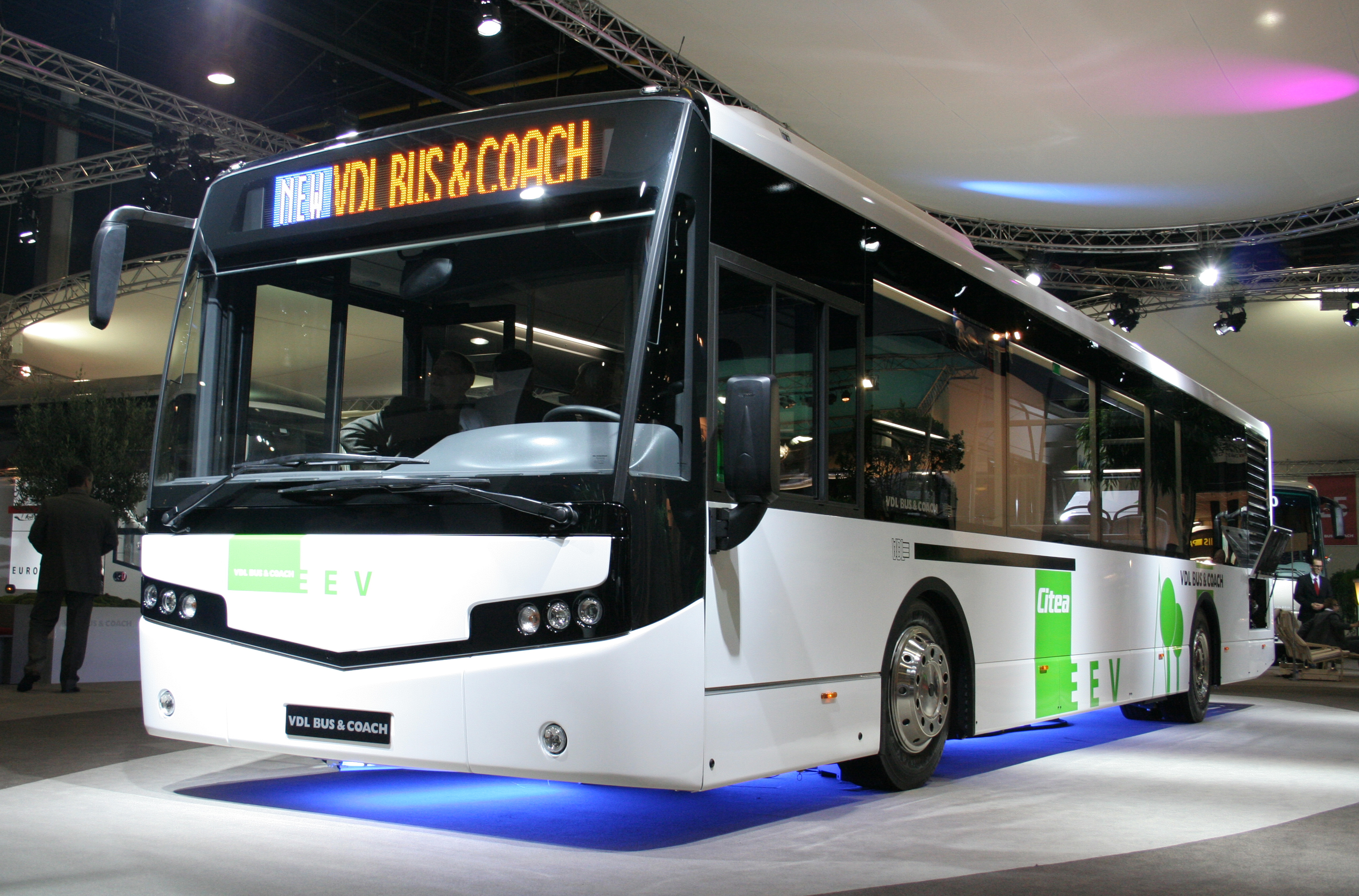
Citea
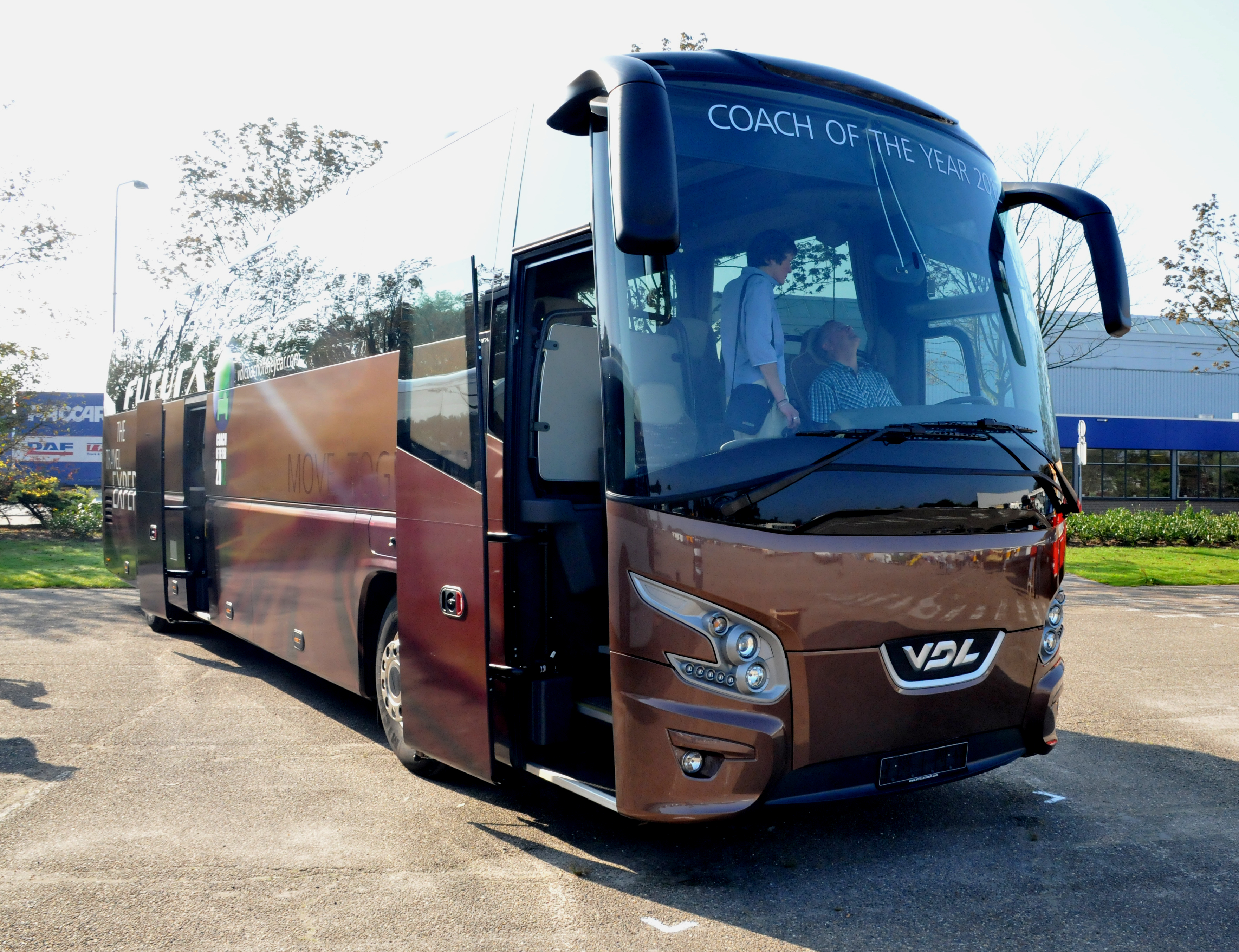
Futura